# Kevin Hughes
Kevin Michael Hughes (* 15. Dezember 1952 in Doncaster, South Yorkshire; † 16. Juli 2006 ebenda) war ein britischer Bergmann und Politiker der Labour Party, der zwischen 1992 und 2005 den Wahlkreis Doncaster North als Abgeordneter im House of Commons vertrat und von 1996 bis 2001 als Government Whip Parlamentarischer Geschäftsführer der Labour-Fraktion im Unterhaus war.

## Leben

### Bergmann, NUM-Funktionär und Kommunalpolitiker
Hughes, Sohn eines Bergmanns und einer Schulsekretärin, begann nach dem Besuch der Sekundarschule von Owston Park 1970 ebenfalls eine berufliche Tätigkeit als Bergmann und war 15 Jahre lang bis 1985 in einem Bergwerk tätig. Zunächst wurde er 1977 Mitglied der Communist Party of Great Britain, trat aber bereits 1978 der Labour Party bei. Durch die Unterstützung der Bergarbeitergewerkschaft NUM (National Union of Mineworkers) absolvierte er auch ein Studium an der University of Sheffield und engagierte sich als NUM-Vertrauensmann in den Kohlegruben von Brodsworth.
Dies führte dazu, dass er 1983 Gewerkschaftssekretär der NUM von Yorkshire wurde. In dieser Zeit engagierte er sich im Kampf gegen die Schließung kleiner lokaler Bergwerke und die Privatisierung des Bergbaus, wenngleich er eine ablehnende Haltung in dem von Arthur Scargill geführten Bergarbeiterstreik 1984/1985 einnahm.
Sein politisches Engagement begann Hughes 1986, als er zum Mitglied des Rates des Metropolitan Borough of Doncaster gewählt wurde. In der Folgezeit wurde ihm durch den Dramatiker und ehemaligen Ratsherrn Ron Rose vorgeworfen, in den Donnygate Scandal verwickelt zu sein. Dieser kommunalpolitische Bestechungsskandal führte zu einer umfangreichen polizeilichen Untersuchung und Anklagen gegen 21 Personen. Eine Anklage gegen ihn wurde jedoch nicht erhoben.

### Unterhausabgeordneter und Whip
Mit Unterstützung der Bergarbeitergewerkschaft NUM wurde er 1990 zum Kandidaten der Labour Party im sicheren Wahlkreis Doncaster North für die nächsten Unterhauswahlen nominiert, nachdem der bisherige Wahlkreisinhaber Michael „Mick“ Welsh auf eine erneute Kandidatur verzichtet hatte.
Bei den Wahlen vom 9. April 1992 wurde Hughes für die Labour Party erstmals zum Mitglied des House of Commons gewählt und vertrat in diesem bis 2005 den Wahlkreis Doncaster North. Bei seiner ersten Wahl konnte er sich mit 34.135 Wählerstimmen deutlich gegen seinen Gegenkandidaten von der Conservative Party, Robin Light, durchsetzen, auf den 14.322 Stimmen entfielen, sowie gegen seinen Herausforderer von der Liberal Party, Steven Whiting, der 6.787 Wählerstimmen erzielte.
Nach dem Tode des Vorsitzenden der Labour Party, John Smith, unterstützte er 1994 die erfolgreiche Kandidatur von Tony Blair für die Funktion des Parteivorsitzenden und dessen Kurs der sogenannten New Labour. 1996 wurde er Parlamentarischer Geschäftsführer der Labor Fraktion und fungierte nach dem Sieg bei den Unterhauswahlen am 1. Mai 1997 zwischen 1997 und 2001 als Parlamentarischer Geschäftsführer der Regierungsmehrheit (Assistant Government Whip). Er selbst wurde bei den Unterhauswahlen 1997 mit einer Mehrheit von rund 20.000 Stimmen und bei den Wahlen vom 7. Juni 2001 mit einer Mehrheit von mehr als 15.000 Stimmen wiedergewählt.
Im Anschluss blieb er als Hinterbänkler (Backbencher) weiterhin Mitglied des Unterhauses und loyal gegenüber der Regierung von Premierminister Tony Blair. Im November 2001 verteidigte er die harte Anti-Terrorgesetzgebung von Innenminister David Blunkett gegen liberale und linke Kritiker mit Worten wie:
„Finden Sie es nicht bizarr, dass die Joghurt und Müsli essende Bruderschaft der Guardian-Leser nur zu glücklich darüber sind, die Menschenrechte derjenigen zu schützen, die durch die Terrorgesetze betroffen sind, aber nicht einmal über die Menschenrechte derjenigen reden, die durch Terror betroffen sind?“
‚Don’t you find it bizarre that the yogurt- and muesli-eating Guardian-reading fraternity are only too happy to protect the human rights of people engaged in terrorist acts, but never once do they talk about the human rights of those affected by them?‘
2003 unterstützte er die Beteiligung Großbritanniens im Irakkrieg. Nachdem er an Amyotropher Lateralsklerose, einer nicht heilbaren degenerativen Erkrankung des motorischen Nervensystems, erkrankt war, verzichtete er auf eine erneute Kandidatur bei den Unterhauswahlen am 5. Mai 2005. Sein Nachfolger im Wahlkreis Doncaster North wurde daraufhin Ed Miliband.
Aus seiner 1972 geschlossenen Ehe mit Lynda Saunders gingen ein Sohn und eine Tochter hervor.